# Sulzer
Pour les articles homonymes, voir Sulzer (homonymie).
Sulzer AG est une entreprise suisse fondée en 1834 active dans le secteur de l'industrie des machines. Elle est présente sur plus de 170 sites répartis dans quarante pays.

## Historique

### Machines à vapeur et pompes pour commencer
Sulzer Ltd. [ˈzʊlt͡sɐ] est une entreprise suisse d'ingénierie et de fabrication industrielle, existant devant les remparts, depuis 1775 à Winterthur, en Suisse. En 1834, Salomon Sulzer-Bernet fonde avec ses fils une fonderie de fer nommée « Gebrüder Sulzer ou Sulzer Brothers Ltd. (Sulzer frères) » et construit le « Bâtiment 1834 » sur la Zürcherstrasse à Winterthur.
En 1836, Johann Jakob Sulzer (1782-1853) reprend l'atelier de décolletage et la fonderie de laiton qu'il a hérités de son père et produit avec son frère Salomon des pompes à incendie, des pompes et des appareils pour l'industrie textile, ainsi que les premiers radiateurs domestiques.
La firme Sulzer produit des installations de chauffage et des chaudières dès 1841, des machines à vapeur dès 1851, des pompes dès 1857, des bateaux à vapeur de 1867 à 1927 et des foreuses de 1876 à 1905. L'entreprise familiale donne un salaire à 12 personnes à ses débuts et à 500 ouvriers en 1860. Cette même année 1869, elle ouvre à Turin son premier bureau à l'étranger, En 1870, l'entreprise fonde la première école professionnelle en Suisse avec des ateliers de formation. En 1872, elle construit les 24 premiers logements ouvriers à Veltheim, suivis d'autres habitations à loyer modéré à Winterthur. En 1873, la firme suisse est présente à l'exposition universelle de Vienne. Elle ouvre en 1881, sa première succursale à Ludwigshafen. En 1906, elle fait vivre plus de 3 500 employés à Winterthur et quelque 1 000 à Ludwigshafen. En 1896, l'entreprise Sulzer invente la pompe centrifuge à haute pression qui relègue les pompes à piston aux oubliettes.
La société en nom collectif Sulzer Frères, de Winterthur, a aussi construit au début du XXe siècle les machines à vapeur de plusieurs des bateaux à roues à aubes de la CGN : le Montreux, le Général Dufour, le Vevey, l'Italie, la Suisse, la Savoie, le Simplon, l'Helvétie, le Rhône.

### Moteur Diesel et turbines pour continuer
Sulzer crée en 1897 le premier prototype d'un moteur diesel et durant la première moitié du XXe siècle, demeure le pionnier du développement de cette technique novatrice. En 1898, le premier  moteur diesel Sulzer est développé en coopération avec Rudolf Diesel, qui supplante graduellement le moteur à vapeur universellement utilisé.
Vers 1900, la société comptait plus de 3 000 employés et des bureaux de vente à Milan en Italie, à Paris en France, au Caire en Égypte, à Londres, à Moscou, à Bucarest en Roumanie, et à partir de 1914 également à Kobe, au Japon. Pour lutter contre la concurrence étrangère, La troisième génération Sulzer est obligée de développer ses fabrications en pays étrangers sous forme de participations ou par l'octroi de licences. notamment pour les moteurs Diesel marins. D'autres produits sont mis au point, tels que les turbocompresseurs en 1909. Pour assurer son développement, la société en nom collectif Sulzer se transforme en société anonyme : en juin 1914, elle donne naissance à deux sociétés par actions basées à Winterthur et à Ludwigshafen am Rhein, qui ont toutes deux pris le nom de Gebrüder Sulzer Aktiengesellschaft. En 1917, la holding Sulzer-Unternehmungen AG chapeaute les 2 sociétés anonymes (SA) et les bureaux de vente à l'étranger sont transférés à des sociétés indépendantes. En France, les frères Sulzer constituèrent en 1918 la Compagnie de Construction Mécanique (CCM) pour construire des moteurs Diesel, des pompes centrifuges et des machines frigorifiques pour échapper aux barrières douanières du protectionnisme français issu du mercantilisme.
En 1919, le premier journal pour les employés de Suisse a été publié sous le nom « Technische Rundschau Sulzer ». Dans les années suivantes, l'entreprise s'agrandit dans Winterthur au rythme des progrès de la technologie. De nombreuses installations de production s'étendent au sud-est de la vieille ville de Winterthur. En 1920, les frères Sulzer mettent en place le premier système de sécurité sociale pour les salariés de l'entreprise Sulzer. Ce régime de prévoyance d'entreprise est un plus ancien de Suisse et est à la base de l'actuel régime de retraite Sulzer.
Au cours des années 1930, à la suite du krach de Wall Street, la production chute des deux tiers et il y a une réduction massive des effectifs. Dans ces années, la firme Sulzer produit des tracteurs pour l'agriculture et des groupes électrogènes diesel pour la ligne Maginot. Une grève éclate en 1937, une seconde grève nationale imminente est évitée de justesse, y compris chez Sulzer, et « l'accord de paix » est signé pour assurer la paix industrielle. La filiale de Ludwigshafen am Rhein est vendue à Halbergerhütte en 1941 et la holding est dissoute. Sulzer se diversifie dans les pompes thermiques  en 1938, les turbines à gaz en 1947 et les machines à tisser à navette mobile en 1952. L'entreprise se lance en outre dans la technique nucléaire en 1953 et dans la technique des procédés en 1959. En 1968, elle produit encore des moteurs marins diesels. En 1969, après la reprise d'Escher, Wyss & Cie, elle rémunère plus de 130 000 collaborateurs.

## Transformation en groupe technologique
La fabrique de machines se transforme dans les années 1970 en groupe technologique. En 1984, année de son 150e anniversaire, Sulzer enregistre des pertes et subit une restructuration massive. En 1987, avec la faillite des chantiers français de La Ciotat et de la Normed, l'activité moteur marin de la filiale française de Sulzer perd 85 % de ses 450 millions de francs de chiffre d'affaires. L'année suivante, la maison mère cède New Sulzer Diesel en 1989 à l'italien Fincantieri (43 %), à l'allemand Bremer Vulkan (43 %) et ne conserve que 14 %.
En 1988, le groupe suisse investit dans la technologie médicale et rachète du groupe américain Intermedics pour un milliard de francs suisses. En 1990, le groupe Sulzer ferme l'usine de machines de Winterthur et se sépare de son site fondateur. Pour la première fois, Sulzer emploie plus de personnes à l'étranger qu'en Suisse.
Le 14 mai 1993, Gebrüder Sulzer, Aktiengesellschaft est rebaptisée Sulzer SA. En 1988, Sulzer Medica rachète la startup Precimed au Locle. En 1996, un centre technologique est construit dans le parc industriel d'Oberwinterthur. En 1998, la maison mère Sulzer cède son département ferroviaire SLM (Swiss Locomotive and Machine) à Adtranz Switzerland et la branche Sulzer Medica rachète la compagnie américaine Spine-Tech, pour renforcer sa position dans le marché orthopédique.
En 2001, la maison mère Sulzer cède son département textile (Sulzer Textile) au groupe italien Promatech Group. Depuis 2002, Sulzer se concentre sur quatre domaines: pompes, colonnes de séparation et de mélange statique, technologies de surface et turbomachines thermiques. Au début du XXIe siècle, l'arrivée d'investisseurs étrangers fit sensation. Après plusieurs restructurations, le groupe affichait, en 2010, un chiffre d'affaires de 3,18 milliards de francs, comptait plus de 160 filiales et 13 740 collaborateurs dans le monde.
En 2002, Sulzer annonce abandonner la majorité de ses activités industrielles. La firme de Winterthur veut vendre les secteurs d'activités qui ont fait sa réputation, comme les machines textiles, les pompes ou les turbocompresseurs pour se concentrer sur la technique médicale (Sulzer Medica) et les technologies de surfaces et des matériaux.
Sulzer est structurée en quatre divisions principales :
- Équipement de pompes : solutions de pompage et services associés ;
- Services d'équipement rotatif : services de réparation et d'entretien pour les équipements rotatifs ;
- Chemtech : composants et services pour les colonnes de séparation et de mélange statique ;
- Applicator Systems : adhésifs, produits pour les services médicaux et dentaires.

De nos jours, c'est une société cotée en bourse avec environ 180 usines de fabrication et centres de service à travers le monde. Les actions de la société sont cotées à la bourse suisse. Elle est spécialisée dans les technologies de pompage, d'agitation, de séparation, de mélange et d'application de fluides de tous types et ses points forts en sont le contrôle du débit et les applicateurs. Sulzer fournit de nouveaux équipements pour les grandes infrastructures sur divers marchés, notamment l'eau et les eaux usées, l'énergie, les produits chimiques et les processus industriels. L'activité de services représente la moitié des ventes de l'entreprise. Une part croissante de l'activité concerne les applications renouvelables telles que les biopolymères, le recyclage et les solutions à faible émission de carbone. Avec son activité d'applicateurs (une division distincte depuis 2017), développée grâce à des acquisitions importantes et complémentaires, la société dessert les marchés de la santé, de l'industrie et de la consommation.

## Galerie d'images

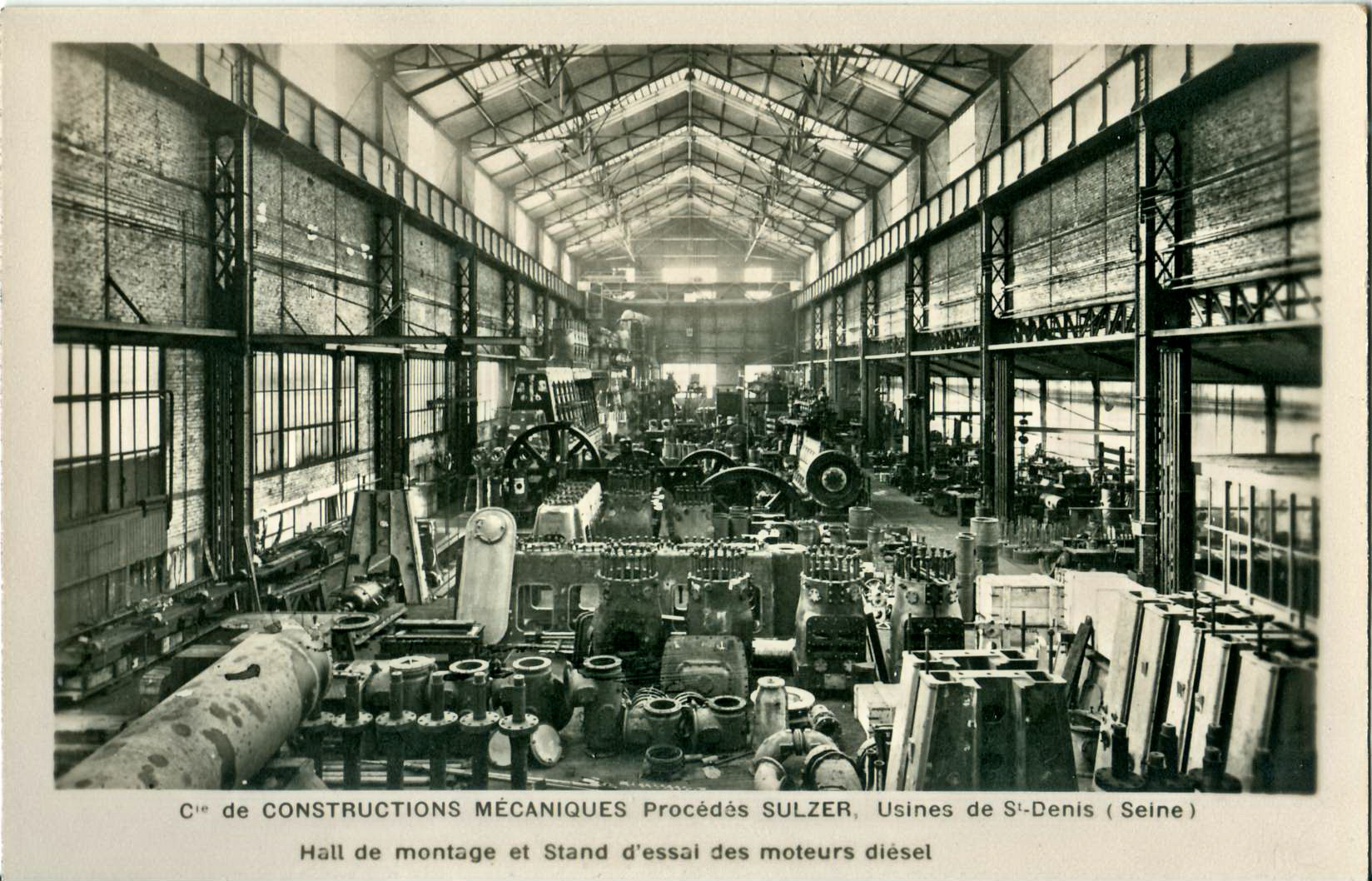
La défunte usine de Saint-Denis, en France, produisait dans l'Entre-deux-guerres des moteurs Diesel lourds.
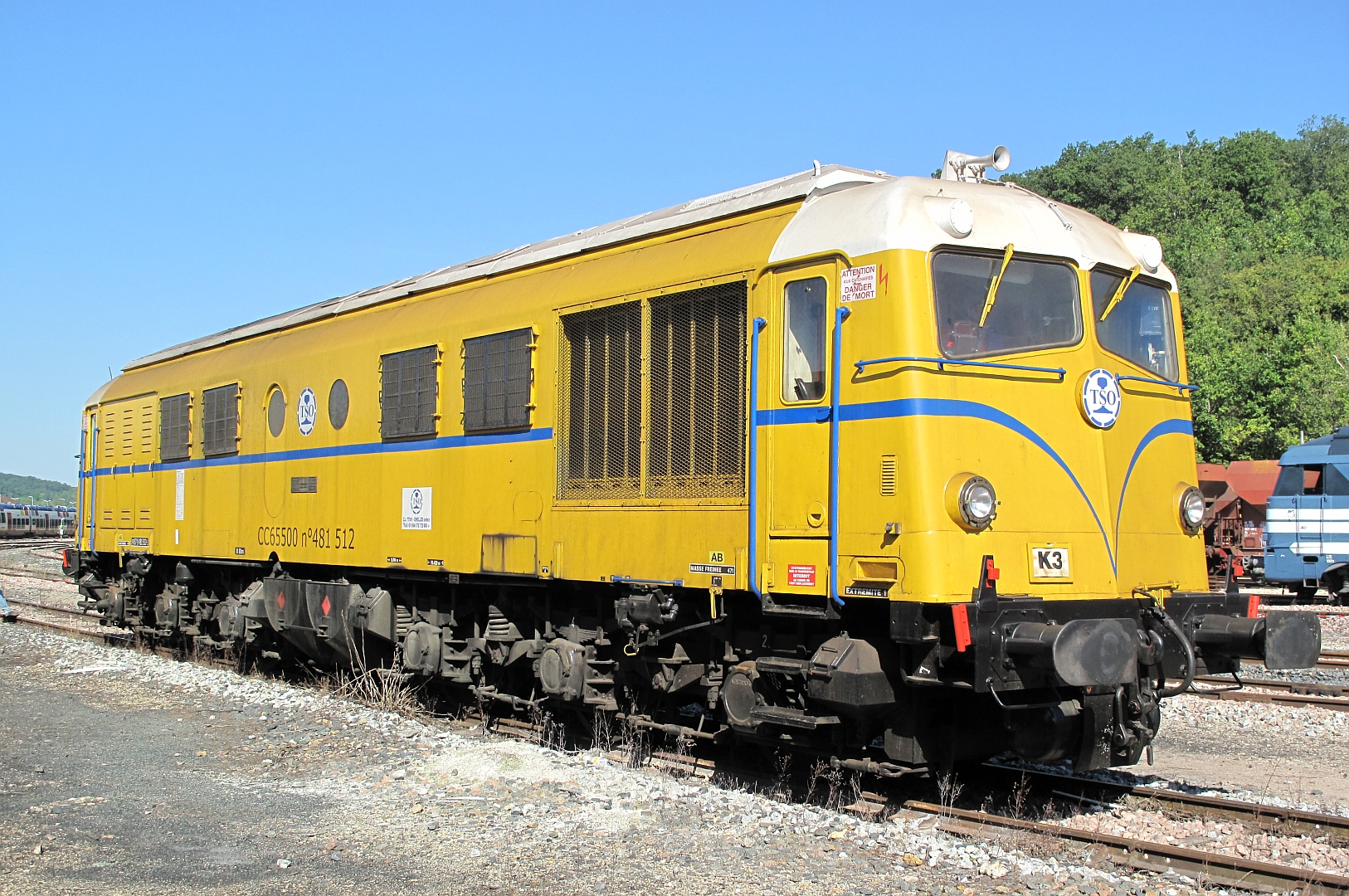
Locomotive CC 65500 à Moteur Sulzer.
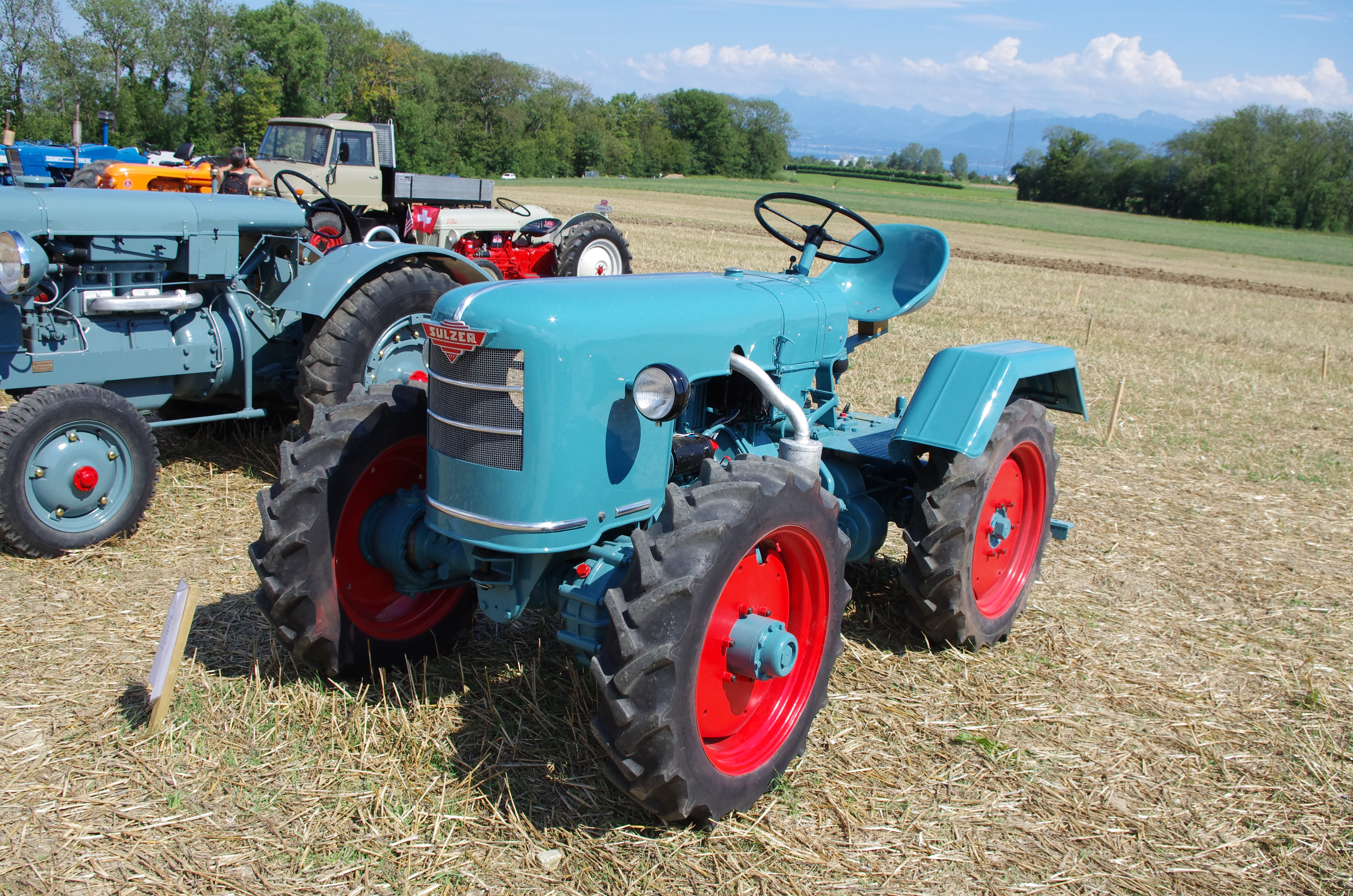
Tracteur agricole Sulzer
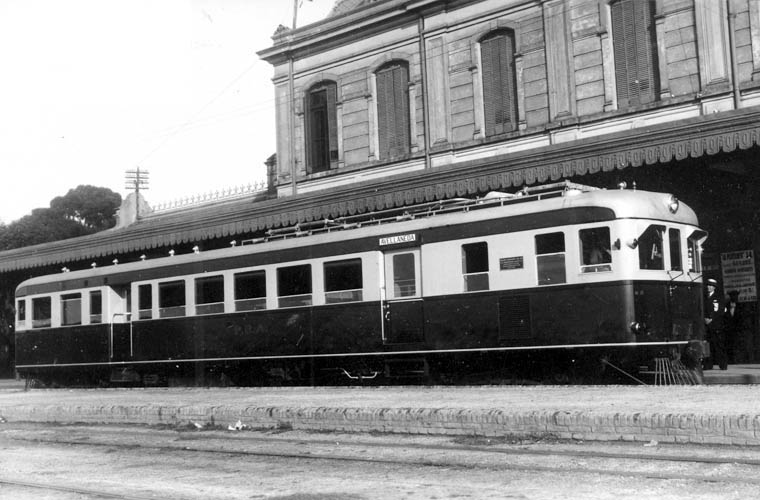
Automotrice Sulzer à Buenos Aires
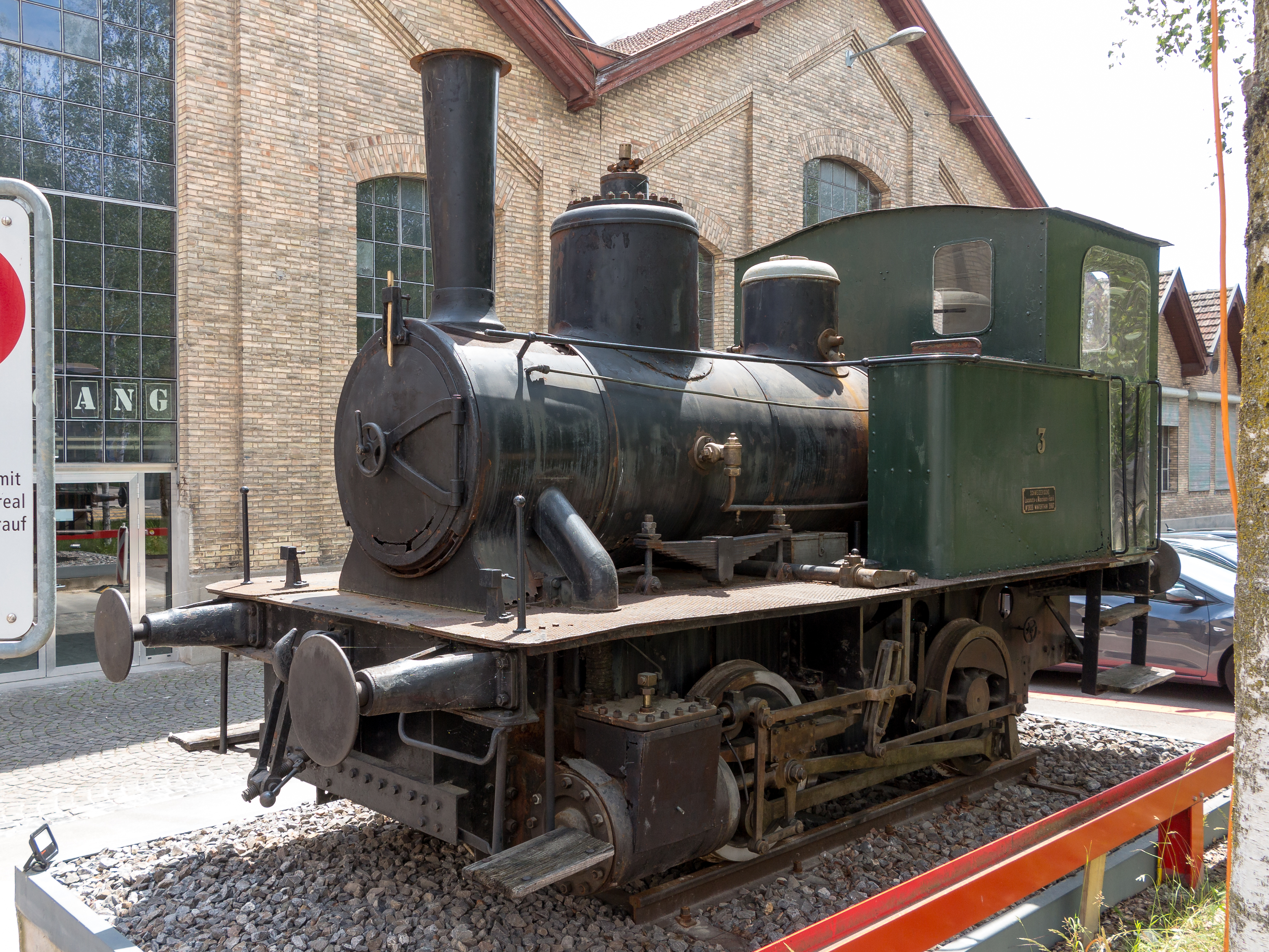
locomotive à vapeur Sulzer